# Valentiniano III
Flavio Placido Valentiniano, meglio noto come Valentiniano III (in latino Flavius Placidus Valentinianus; Ravenna, 2 luglio 419 – Roma, 16 marzo 455), è stato un imperatore romano dal 425 fino alla sua morte.
Come imperatore appartenente alla dinastia teodosiana e a quella valentiniana, Valentiniano III fu il simbolo dell'unità dell'impero, la figura attorno alla quale si coagula la lealtà dei sudditi; in realtà, però, il potere fu esercitato da Flavio Ezio, il magister militum (comandante in capo dell'esercito), al quale va ascritta la politica che tenne unito l'impero malgrado le forze centrifughe che lo sconquassavano.

## Biografia

### Giovinezza
Il padre di Valentiniano, Costanzo III, patricius e generale romano, salito al trono dell'impero romano d'Occidente nel 421, quando Valentiniano aveva due anni, morì dopo pochi mesi di regno. La madre di Valentiniano era Galla Placidia, sorellastra dell'imperatore Onorio (393-423), figlia dell'imperatore Teodosio I e nipote dell'imperatore Valentiniano I. Placido Valentiniano era il secondo figlio della coppia, essendo Giusta Grata Onoria sua sorella maggiore.
Lo zio Onorio, non avendo figli, tentò di risolvere il problema della successione, associando al trono Costanzo III. Quando Valentiniano nacque, fu immediatamente un forte candidato alla successione, come indicato dall'attenta scelta dei nomi, che lo legavano sia alla casata di Teodosio che alla dinastia valentiniana. Dietro insistenza della sorella Placidia, Onorio stesso rafforzò la successione al trono di Valentiniano, nominandolo tra il 421 e il 423, nobilissimus puer, titolo che non fu riconosciuto dalla corte orientale. Placidia, però, entrò in contrasto con Onorio, e insieme ai figli, si trasferì a Costantinopoli presso il nipote Teodosio II (422/423).

### Ascesa al trono

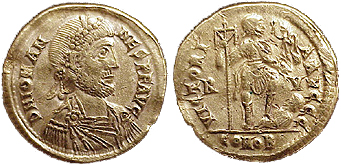
Giovanni Primicerio assunse la porpora (423-425) contro il volere di Teodosio II, che nominò allora Valentiniano augusto d'Occidente, inviandolo a riconquistare il trono di Roma.

Il 15 agosto 423 Onorio morì; Teodosio II ritardò la scelta del successore. Nel frattempo, uno dei patricii di Onorio, Castino, ottenne dal Senato romano la proclamazione del primicerius notariorum (decano dei funzionari civili) Giovanni Primicerio. Il nuovo imperatore cercò il riconoscimento della corte orientale, ma il tentativo fallì quando Teodosio, dietro pressione della zia Galla Placidia, decise di porre Valentiniano sul trono d'Occidente.
Dopo essere stato fidanzato alla figlia di Teodosio, Licinia Eudossia, Valentiniano fu inviato in Occidente con un forte esercito, al comando del magister militum Ardaburio e di suo figlio Aspare, e sotto la tutela della madre Placidia, che agiva da reggente per il figlio di cinque anni; mentre era in viaggio, a Tessalonica, fu nominato cesare da Elione, il 23 ottobre 424. Dopo avere svernato acquartierandosi ad Aquileia, l'esercito romano d'Oriente si mosse verso Ravenna, dove si trovava Giovanni; la città cadde dopo quattro mesi di assedio, per il tradimento della guarnigione, e Giovanni fu catturato, deposto e ucciso (giugno o luglio 425).
Tre giorni dopo la morte di Giovanni, il suo generale Flavio Ezio, allontanatosi a cercare rinforzi, arrivò con un grosso contingente di 60.000 Unni. Dopo alcune schermaglie, Galla Placidia ed Ezio giunsero a un accordo: gli Unni avrebbero ricevuto la propria paga e sarebbero tornati ai propri territori, e in cambio Ezio avrebbe ricevuto il titolo di magister militum per Gallias ("comandante dell'esercito delle Gallie"). Questo accordo segnò l'intero regno di Valentiniano, influenzando la scena politica dell'impero d'Occidente per i successivi trenta anni.
Il 23 ottobre 425, a Roma, Valentiniano fu proclamato augusto da Elione, all'età di sei anni.

### Regno
I primi anni di regno di Valentiniano si svolsero sotto la tutela della madre, a causa della giovane età; lo stesso Teodosio mantenne una posizione di dominio sul giovanissimo collega, sebbene formalmente i due augusti fossero di pari dignità e potere, e le leggi erano promulgate a nome di entrambi in entrambe le parti dell'impero. Nel 426, per esempio, Teodosio e Valentiniano promulgarono la cosiddetta Legge delle citazioni, con la quale regolamentarono le fonti giuridiche del tempo: la legge infatti sanciva che il giudice era vincolato dal parere dei giuristi se riguardo al caso e alla materia vi era una communis opinio, cioè la convergenza del maggior numero di giuristi su un'unica interpretazione (la constitutio è anche celebre per aver concesso alle Istituzioni di Gaio il valore di fonte normativa). Inoltre la legge delle citazioni permetteva ai giuristi di citare solamente le opere di Giulio Paolo, Ulpiano, Papiniano, Modestino e lo stesso Gaio.
Nel 439, Teodosio e Valentiniano promulgarono il Codice Teodosiano: il codice, composto da sedici libri, contiene una raccolta delle leggi dell'Impero emanate nel corso di oltre un secolo e in buona parte costituì la base per la redazione del codice giustinianeo che vide la luce un secolo dopo. Esercitò un grande influsso sulla legislazione dei popoli germani che allora si andavano affermando. Per esempio la Lex Romana Visigothorum o Breviarium alaricianum (promulgada dal re visigoto Alarico II nel 506) che divenne la fonte principale del diritto romano in Occidente, sostanzialmente non è che un compendio del Codice Teodosiano integrato da altre raccolte. Valentiniano, a differenza di Teodosio, decise però di mantenere le restrizioni al divorzio unilaterale (repudium) introdotte da Onorio e Costanzo III nel 421.

#### Lotta intestina per il potere
Tra il 427 e il 433 i tre maggiori esponenti dell'esercito romano – Costanzo Felice, magister militum praesentialis senior e comandante delle truppe italiane, Bonifacio, comes Africae, e Ezio, magister militum per Gallias, poi elevato al rango di magister militum praesentialis iunior in Italia – si scontrarono per determinare chi dovesse detenere il potere in Occidente: alla fine prevalse Ezio, che eliminò i propri avversari, si fece nominare magister militum praesentialis senior (il massimo grado dell'esercito) e, nel 435, assunse il rango di patricius. In tutto questo periodo Valentiniano rimase equidistante dalle parti, sebbene la madre, Galla Placidia, sostenesse prima Ezio, per poi avversarlo.
Valentiniano rimase sotto la reggenza della madre fino al 437; il 29 ottobre di quell'anno sposò a Costantinopoli la figlia di Teodosio II, Licinia Eudossia, da cui ebbe due figlie, Eudocia e Placidia. Il potere effettivo rimase, però, nelle mani di Ezio, che si destreggiò abilmente con le varie popolazioni germaniche e con gli Unni, riuscendo così a salvare quanto ancora rimaneva dell'Impero romano d'Occidente, dopo che anche l'Africa fu conquistata dai Vandali.

### Invasioni barbariche e declino dell'Impero

#### La conquista vandalica dell'Africa e le campagne di Ezio
All'inizio del regno di Valentiniano, l'Impero romano d'Occidente era sottoposto a forze che ne minavano l'unità: dall'esterno, alcune popolazioni barbare premevano sulla frontiera (gli Unni in Pannonia, i Burgundi e gli Alemanni sull'alto corso del Reno, i Franchi e i Sassoni sul basso corso del Reno); altre popolazioni si erano insediate, più o meno con il consenso dei Romani, in Aquitania (i Visigoti), Gallaecia (i Suebi) e in Hispania Carthaginensis e Baetica (i Vandali e gli Alani); alcune popolazioni locali si erano poi separate dall'Impero, come quelle della Britannia romana (separatasi intorno al 410) e l'Armorica (nello stesso periodo), mentre la Gallia nord-occidentale era sede di movimenti separatisti.

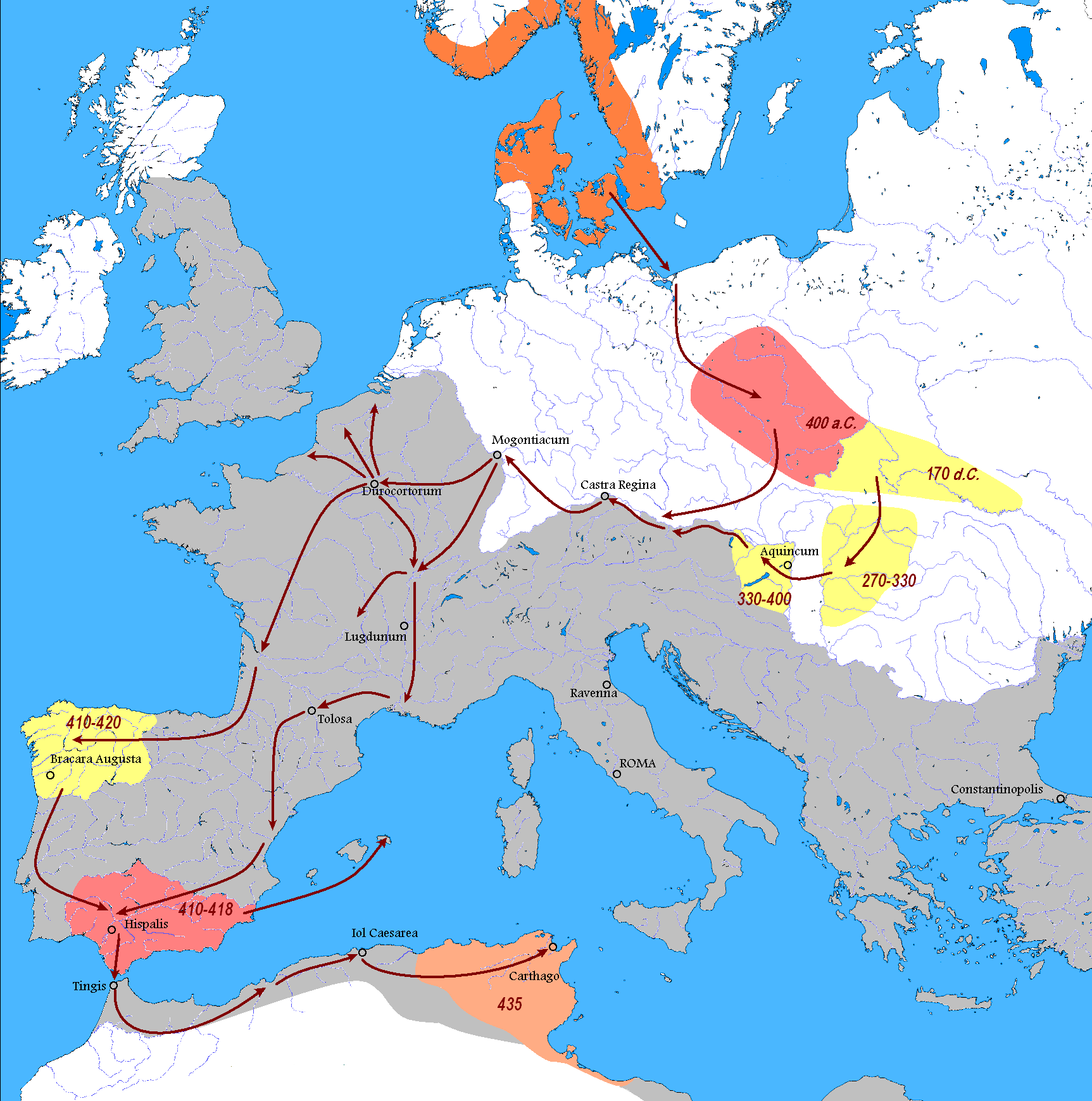
Le migrazioni dei Vandali, dal 400 a.C. al 439 d.C.

Secondo alcuni studiosi, i dissidi interni tra i tre generali più importanti dell'Impero - Bonifacio, Felice ed Ezio - per ottenere il comando supremo dell'esercito d'Occidente e il controllo sul piccolo Valentiniano, agevolarono nel periodo 423-434 un ulteriore deterioramento della situazione a tutto vantaggio per i gruppi migranti barbari. Per esempio i Vandali, dopo il 423, anno della sconfitta di Castino, furono liberi di saccheggiare la Spagna meridionale e le isole Baleari tra il 426 e il 428. La situazione si aggravò ulteriormente con l'invasione vandalica dell'Africa romana del 429: né il comes Africae Bonifacio né il generale dell'Impero d'Oriente Aspar riuscirono a spingere al ritiro dall'Africa i Vandali, ma Aspar riuscì perlomeno a impedire loro temporaneamente la conquista di Cartagine, costringendoli a negoziare una tregua nel 435: secondo tale tregua, i Vandali avrebbero mantenuto le terre da essi occupate in Mauritania e Numidia, ma Cartagine e le province di Proconsolare e Byzacena, oltre a una parte della Numidia, sarebbero rimaste in mani romane.
I conflitti interni terminarono solo nel 433-435 con la vittoria di Ezio, che - uccisi i suoi due rivali - ottenne nel 435 il rango di patrizio e il comando supremo dell'esercito d'Occidente. Ezio si concentrò sulla difesa della Gallia e, a tal fine, ottenne il sostegno militare degli Unni, ai quali, tuttavia, dovette cedere in cambio la Pannonia. Con il sostegno degli Unni, Ezio e il suo subordinato Litorio riuscirono ad annientare nel triennio 436-439 Burgundi e Bagaudi (i gruppi locali secessionisti nella Gallia nord-occidentale) e a costringere ad accontentarsi dell'Aquitania i Visigoti, che furono costretti ad accettare le stesse condizioni del 418 dopo avere tentato invano di strappare ai Romani le città di Narbona e Arelate. L'impiego degli Unni come mercenari generò però lo sdegno di taluni scrittori cristiani, scandalizzati che taluni di essi saccheggiarono in talune circostanze gli stessi territori romani che essi erano tenuti a difendere, oltre al fatto che avessero ottenuto dal generale Litorio il permesso di compiere sacrifici alle proprie divinità pagane e di predire il futuro tramite la scapulomanzia.
Mentre però Ezio otteneva questi successi in Gallia, nel 439 i Vandali ruppero la tregua e conquistarono Cartagine, da cui partirono incursioni navali che saccheggiarono la Sicilia e il Mediterraneo occidentale (440); l'Imperatore d'Oriente Teodosio II, cugino e suocero di Valentiniano, inviò una poderosa flotta romano-orientale per recuperare ai Vandali Cartagine, ma dopo una pericolosissima incursione degli Unni di Attila, Teodosio fu costretto giocoforza a richiamarla, costringendo l'Impero d'Occidente a negoziare una pace sfavorevole con i Vandali. Nel 442, in base alla pace con i Vandali, Genserico otteneva il riconoscimento del possesso di Cartagine e della Proconsolare e Byzacena, oltre che di parte della Numidia; in cambio Valentiniano III riotteneva il possesso delle Mauritanie e del resto della Numidia, province però infestate dai nativi Mauri. Nel frattempo, nella Spagna romana il re degli Svevi Rechila riuscì a sottomettere Lusitania, Betica e Cartaginense riducendo la Spagna romana alla sola provincia di Tarraconense, anch'essa sotto precario controllo romano, poiché infestata dai ribelli separatisti Bagaudi. Nel 446 la Britannia, fu invasa dai Sassoni e altre popolazioni; nel frattempo Ezio permise ad Alani e Burgundi di insediarsi come foederati in alcune regioni della Gallia, per tenere sotto controllo i Bagaudi.

#### Il problema fiscale

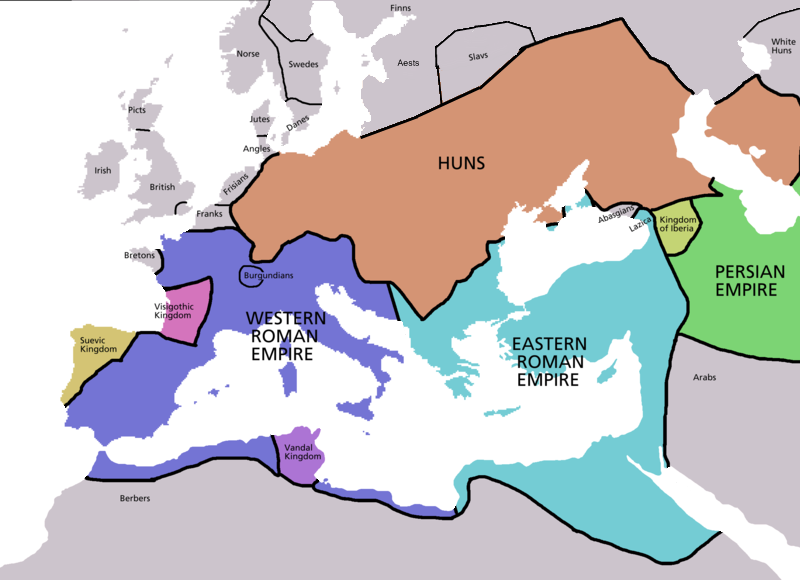
L'Impero romano d'Occidente nel 450 ca.

Un problema fondamentale che si acuì in questo periodo fu quello fiscale. Le finanze dell'Impero si basavano sulle rendite delle grandi proprietà terriere, cui era fornita, in cambio, la protezione garantita dall'esercito. La perdita di grosse porzioni di territorio, prima fra tutte la fertile provincia d'Africa, riduceva la base imponibile, obbligando lo Stato ad aumentare la pressione fiscale: il risultato era che la lealtà delle province al governo centrale era messa a dura prova.
La perdita del Nord Africa aveva causato una forte contrazione del gettito fiscale. Infatti, non solo l'Impero aveva perso le più floride province del Nord Africa, ma le province restituite ai Romani secondo il trattato del 442, cioè le Mauritanie e una parte della Numidia, erano divenute estremamente improduttive a causa dei saccheggi dei Vandali: infatti, secondo l'editto fiscale del 21 giugno 445, il gettito di Numidia e di Mauritania Sitifense si era ridotto a un ottavo della quota normale. Per colmare queste perdite di entrate, Valentiniano III e i suoi consiglieri presero i seguenti provvedimenti: il 24 gennaio del 440 vennero annullati tutti i precedenti decreti di esenzione o riduzione fiscale, mentre nel 441 vennero annullati tutti i privilegi fiscali dei ceti più abbienti, con tale giustificazione:
Nonostante il tentativo di massimalizzare le entrate attuato con questi provvedimenti, non fu più possibile, a causa della riduzione delle entrate conseguente alla perdita del Nord Africa, mantenere un grosso esercito. Nel 444 un decreto imperiale, introducente una nuova tassa, ammise:
Lo Stato fu così costretto ad aumentare la pressione fiscale, con il risultato che la lealtà delle province al governo centrale fu messa a dura prova. Il vescovo di Marsiglia Salviano, scrivendo intorno al 440, attribuisce le sollevazioni dei Bagaudi nella Gallia e nella Tarraconense all'oppressione fiscale:
... Il risultato è che quelli che non si sono rifugiati presso i barbari sono ora costretti a essere essi stessi barbari; e questo e il caso della gran parte degli ispanici, di non piccola proporzione della Gallia e ... tutti coloro nel mondo romano la cui cittadinanza romana è stata portata al nulla dall'estorsione romana.
6. Devo ora parlare dei Bagaudi, che, spogliati, afflitti, e assassinati da magistrati malvagi e assetati di sangue, dopo avere perso i diritti di romani, cittadini, persero anche l'onore del nome romano. Noi trasformiamo le loro sventure in crimine, ... chiamiamo questi uomini ribelli..., i quali noi stessi li abbiamo costretti al crimine. Per quali altre cause loro vennero resi Bagaudi se non per i nostri atti ingiusti, le malvagie decisioni dei magistrati, la proscrizione e l'estorsione di coloro che ...hanno reso le indizioni fiscali la propria opportunità per saccheggiare?
Come belve selvagge, invece di governare coloro posti sotto la loro autorità, gli ufficiali li hanno divorati, nutrendosi non solo dei loro possedimenti come farebbero ordinari briganti, ma persino della loro carne e del loro sangue...
Coloro che non avevano già prima raggiunto i Bagaudi sono ora costretti a raggiungerli. Le incredibili disgrazie che cadono sui poveri li spingono a diventare Bagaudi, ma la loro debolezza glielo impedisce...»
(Salviano, Il governo di Dio, V, 5-6.)

#### L'invasione di Attila

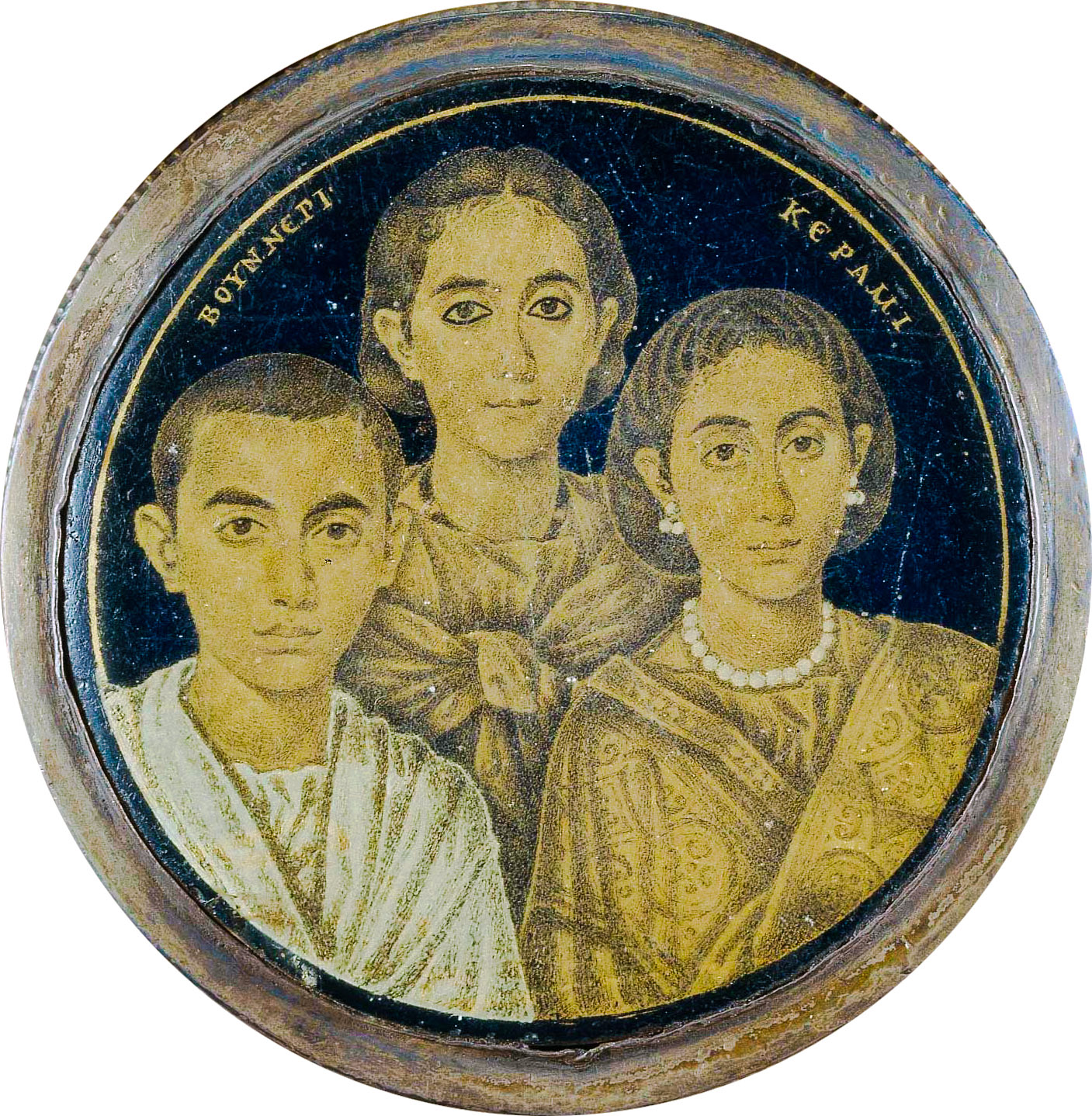
Medaglione in vetro dorato del III secolo, di origine alessandrina, ma tradizionalmente creduto raffigurante Valentiniano III, con la madre Galla Placidia e la sorella Giusta Grata Onoria (Brescia, Museo di Santa Giulia). Onoria ebbe una relazione con un cortigiano e rimase incinta, cosa che mandò su tutte le furie suo fratello che la punì severamente, al punto che ella giunse a chiedere aiuto al re degli Unni, Attila, che colse il pretesto per invadere l'Impero.

Intorno al 450 Valentiniano aveva scoperto che sua sorella, Giusta Grata Onoria, aveva una relazione segreta con Eugenio, l'amministratore responsabile dei propri beni, allorché Onoria era rimasta incinta. Furioso, l'Imperatore fece giustiziare Eugenio e inviò la sorella a Costantinopoli, affinché ella terminasse in quel luogo l'inopportuna gravidanza. Nato il piccolo, fu dato via in quanto illegittimo, e la madre non poté mai vederlo. Valentiniano III costrinse poi la sorella a sposare un senatore di nome Flavio Basso Ercolano, ma Onoria, volendo sfuggire a un matrimonio imposto e non desiderato, inviò un eunuco di sua fiducia, Giacinto, come ambasciatore presso la corte di Attila, chiedendogli di intervenire in suo favore. Attila interpretò la richiesta di Onoria come una proposta di matrimonio e richiese all'Imperatore d'Occidente, come dote per il matrimonio, metà dell'Impero d'Occidente. All'ovvio rifiuto di Valentiniano III, Attila ebbe il pretesto per invadere l'Impero d'Occidente, anche se chiaramente i motivi che lo spinsero realmente all'invasione erano ben altri dalla volontà di sposarsi con Onoria. Nel frattempo, Onoria fu punita dal fratello per avere scritto ad Attila affidandola alla custodia della madre.

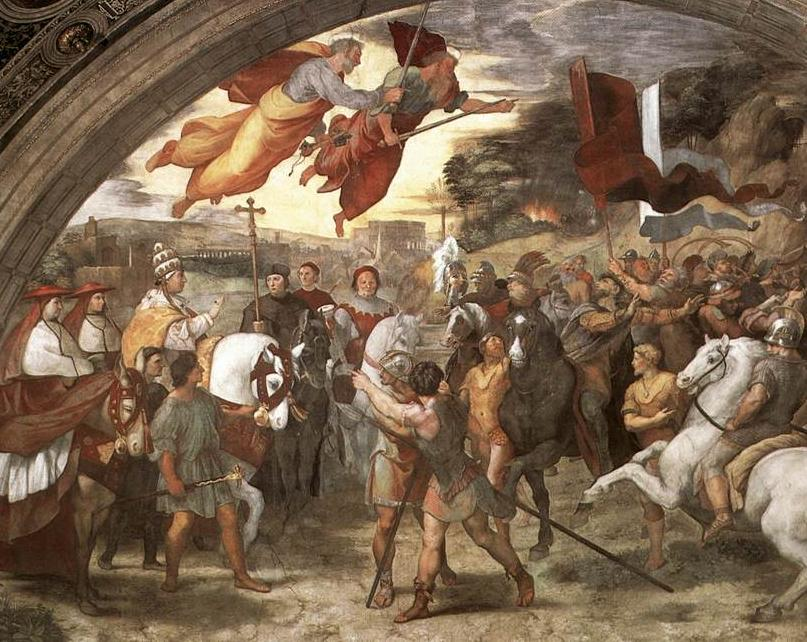
Incontro tra Attila e Papa Leone Magno, affresco di Raffaello. Secondo la leggenda, Attila fu spinto al ritiro per intervento del papa Leone I. Più verosimilmente le ragioni furono diverse, di carattere logistico.

Nel 451 Attila invase la Gallia, distruggendo diverse città. L'invasione fu però fermata dall'intervento dei Romani di Ezio e dei loro alleati barbari (Visigoti, Burgundi) che lo affrontarono e riportarono una grande vittoria su di essi nella battaglia dei Campi Catalaunici (451). Per nulla demoralizzati dall'insuccesso dell'anno precedente, l'anno successivo gli Unni invasero l'Italia: dopo avere distrutto Aquileia ed espugnato diverse città dell'Italia transpadana, tra cui Milano, gli Unni decisero però di ritirarsi poco prima di un incontro presso il fiume Mincio con un'ambasceria imperiale costituita dal papa Leone I, Gennadio Avieno e Trigezio, presumibilmente per negoziare il rilascio di ostaggi. A differenza di quanto narrato dalla tradizione cristiana, il ritiro non fu causa l'incontro con il pontefice: infatti, essendo avvenuto presso il Mincio, l'esercito unno aveva già lasciato Milano e stava tornando verso Aquileia. La storiografia moderna indica che le ragioni vanno semmai ricercate nelle decimazioni che subì l'esercito unno dalle pestilenze e carestie, nonché dall'attacco dei territori unni nell'Illirico a opera delle truppe dell'Imperatore d'Oriente Marciano, che non aveva mancato di inviare rinforzi a Ezio, per cui Attila ebbe buone ragioni per ritirarsi. Poco tempo dopo l'invasione fallita dell'Italia Attila perì e il suo impero, disintegrandosi entro poco tempo, smise di essere una minaccia per Roma, che però si trovò privata anche di un possibile valido alleato (non va dimenticato infatti il decisivo contributo degli Unni nelle campagne di Ezio in Gallia negli anni 430).

### Morte di Ezio e Valentiniano
Con la fine della minaccia degli Unni la posizione di Ezio si indebolì, in quanto l'Impero, e soprattutto Valentiniano, non aveva più bisogno di un uomo forte. Probabilmente il magister militum si rese conto della situazione e, nel 454, cercò di convincere Valentiniano a concedere la mano di Placidia a suo figlio Gaudenzio: considerato il fatto che Valentiniano non aveva figli maschi che gli potessero succedere, Gaudenzio sarebbe divenuto, con le nozze, il più forte candidato alla successione imperiale, rafforzando la posizione di Ezio. Il lungo e totale predominio politico di Ezio, però, gli aveva procurato molti nemici a corte, oltre a Valentiniano; fondamentali per la sua caduta furono il senatore Petronio Massimo e il primicerius sacri cubiculi Eraclio.
Secondo lo storico Giovanni di Antiochia, Valentiniano vinse al gioco una somma che Massimo non aveva, e ottenne come pegno l'anello di questi, che l'imperatore utilizzò per convocare a corte la moglie di Massimo; la donna si recò a corte credendo di essere stata chiamata dal marito, in quanto un inserviente dell'imperatore le aveva mostrato l'anello di Massimo, ma si ritrovò a cena con Valentiniano, che la sedusse. Tornata a casa e incontrando Massimo, lo accusò di averla tradita e consegnata all'imperatore, e così Massimo venne a sapere dell'inganno, decidendo di vendicarsi contro Valentiniano: secondo Giovanni, però, Massimo era cosciente che non avrebbe potuto nuocere all'imperatore se prima non si fosse sbarazzato di Ezio. Si accordò allora con un eunuco di Valentiniano, il primicerius sacri cubiculi Eraclio, che osteggiava il generale sperando di poterne ottenere il potere: i due convinsero Valentiniano che Ezio lo voleva uccidere, così l'imperatore decise di uccidere il proprio magister militum.
Il 21 settembre 454 Ezio, dopo avere fatto rapporto a Valentiniano nel palazzo imperiale riguardo all'esazione delle tasse, propose di nuovo il matrimonio tra il figlio Gaudenzio e la figlia minore di Valentiniano, Placidia, quando l'imperatore si alzò improvvisamente dal trono accusando il generale di tradimento (forse lo sospettava di progettare l'elevazione al trono del figlio Gaudenzio); prima che Ezio potesse difendersi dalle accuse, Valentiniano sguainò la propria spada e si gettò sul generale, che nel frattempo era stato attaccato anche da Eraclio, uccidendolo. Secondo una tradizione, qualcuno disse nell'occasione all'imperatore: «Hai tagliato la tua mano destra con la sinistra».
A seguito della caduta di Ezio, Valentiniano fece uccidere anche il suo amico Manlio Boezio e, secondo Idazio, anche altri notabili; fece poi esporre i cadaveri nel foro, e accusò i senatori di tramare un tradimento: tutto ciò lo fece per scongiurare una rivolta dopo la morte di Ezio. Petronio Massimo chiese a Valentiniano di prenderne il posto come magister militum, forse la vera molla che lo aveva spinto a complottare per la caduta di Ezio, ma l'imperatore rifiutò: Eraclio, infatti, consigliò all'imperatore di non rimettere nuovamente nelle mani di un sol uomo il potere che era riuscito a recuperare uccidendo Ezio. Sempre secondo Giovanni di Antiochia, Massimo fu così irritato dal rifiuto di Valentiniano da decidere di farlo assassinare. Come complici scelse Optila e Traustila, due coraggiosi sciti che avevano combattuto sotto il comando di Ezio e che erano stati successivamente assegnati alla scorta di Valentiniano: Massimo li convinse che Valentiniano era il solo responsabile della morte di Ezio, e che i due soldati avrebbero dovuto e potuto vendicare il loro antico comandante; promise loro, inoltre, una ricompensa per il tradimento dell'imperatore.
Il 16 marzo 455 Valentiniano, che si trovava a Roma, si recò al Campo Marzio (o più probabilmente nel complesso detto "ad duas lauros") con alcune guardie del corpo, accompagnato anche da Optila e Traustila, due unni al servizio di Ezio. Appena l'imperatore scese da cavallo per esercitarsi con l'arco, Optilia gli si avvicinò con i propri uomini e lo colpì alla tempia, mentre l'esercito rimase schierato, immobile ad assistere: Valentiniano, sorpreso, si volse a guardare il proprio aggressore, e Optila gli inferse il colpo mortale; contemporaneamente, Traustila uccise Eraclio. I due unni presero poi il diadema e la veste imperiale e li portarono a Massimo, mentre la testa del defunto imperatore fu posta sopra una lancia e fu portata per le strade della Capitale per annunciare la sua fine.
Valentiniano morì a quasi trentasei anni, dopo ventinove anni e mezzo di regno: con lui si estinse la dinastia imperiale valentiniano-teodosiana in Occidente, sul trono da novantuno anni. La morte di Ezio aveva eliminato l'uomo forte che avrebbe potuto difendere l'impero dai pericoli esterni (pochi mesi dopo i Vandali avrebbero messo a sacco Roma). La morte di Valentiniano chiuse le porte alla legittimità per i successivi imperatori ed eliminò il simbolo attorno al quale si coagulava la lealtà delle province romane, che si sfaldò in breve tempo.

## Nella cultura di massa
Il drammaturgo inglese John Fletcher (1579–1625) compose nel 1610-1614 la tragedia Valentinian, che rende in forma teatrale il racconto della vita di Valentiniano fatto da Procopio di Cesarea: Valentiniano è un tiranno alle prese con un impero decadente e delle guardie ribelli; stupra Lucina, che si suicida e il cui marito, Massimo, decide di uccidere Valentiniano, malgrado l'opposizione di Ezio; Valentiniano muore avvelenato da Massimo, proclamato imperatore dal Senato, che però muore a sua volta poco dopo.

## Antenati
|                                          |                       |                                   | Genitori            |  |  | Nonni |  |  | Bisnonni |  |  | Trisnonni |  |
|                                          |                       |                                   |                     |  |  |       |  |  | …        |  |  | …         |  |
|                                          |                       |                                   |                     |  |  |       |  |  | …        |  |  | …         |  |
|                                          |                       | …                                 |                     |  |  |       |  |  | …        |  |  |           |  |
| …                                        |                       |                                   |                     |  |  |       |  |  | …        |  |  |           |  |
|                                          |                       | …                                 | …                   |  |  |       |  |  |          |  |  |           |  |
|                                          |                       | …                                 | …                   |  |  |       |  |  |          |  |  |           |  |
|                                          |                       | …                                 | …                   |  |  |       |  |  |          |  |  |           |  |
| Costanzo III, imperatore romano          |                       | …                                 |                     |  |  |       |  |  |          |  |  |           |  |
|                                          |                       | …                                 | …                   |  |  |       |  |  |          |  |  |           |  |
|                                          |                       | …                                 | …                   |  |  |       |  |  |          |  |  |           |  |
|                                          |                       | …                                 | …                   |  |  |       |  |  |          |  |  |           |  |
| …                                        |                       | …                                 |                     |  |  |       |  |  |          |  |  |           |  |
|                                          |                       | …                                 | …                   |  |  |       |  |  |          |  |  |           |  |
|                                          |                       | …                                 | …                   |  |  |       |  |  |          |  |  |           |  |
|                                          |                       | …                                 | …                   |  |  |       |  |  |          |  |  |           |  |
| Valentiniano III, imperatore d'Occidente |                       | …                                 |                     |  |  |       |  |  |          |  |  |           |  |
|                                          | Conte Flavio Teodosio | …                                 |                     |  |  |       |  |  |          |  |  |           |  |
|                                          | Conte Flavio Teodosio | …                                 |                     |  |  |       |  |  |          |  |  |           |  |
|                                          | Conte Flavio Teodosio | …                                 |                     |  |  |       |  |  |          |  |  |           |  |
| Teodosio I, imperatore romano            | Conte Flavio Teodosio |                                   |                     |  |  |       |  |  |          |  |  |           |  |
|                                          |                       | Termanzia                         | Onorio              |  |  |       |  |  |          |  |  |           |  |
|                                          |                       | Termanzia                         | Onorio              |  |  |       |  |  |          |  |  |           |  |
|                                          |                       | Termanzia                         | …                   |  |  |       |  |  |          |  |  |           |  |
| Galla Placidia                           |                       | Termanzia                         |                     |  |  |       |  |  |          |  |  |           |  |
|                                          |                       | Valentiniano I, imperatore romano | Graziano il Vecchio |  |  |       |  |  |          |  |  |           |  |
|                                          |                       | Valentiniano I, imperatore romano | Graziano il Vecchio |  |  |       |  |  |          |  |  |           |  |
|                                          |                       | Valentiniano I, imperatore romano | …                   |  |  |       |  |  |          |  |  |           |  |
| Galla                                    |                       | Valentiniano I, imperatore romano |                     |  |  |       |  |  |          |  |  |           |  |
|                                          |                       | Giustina                          | Giusto              |  |  |       |  |  |          |  |  |           |  |
|                                          |                       | Giustina                          | Giusto              |  |  |       |  |  |          |  |  |           |  |
|                                          |                       | Giustina                          | …                   |  |  |       |  |  |          |  |  |           |  |
|                                          |                       | Giustina                          |                     |  |  |       |  |  |          |  |  |           |  |